# دره‌شور (باغ‌ملک)
دره‌شور (باغ‌ملک)، روستایی از توابع بخش مرکزی شهرستان باغ‌ملک در استان خوزستان ایران است.

## جمعیت
این روستا در دهستان هپرو قرار دارد و براساس سرشماری مرکز آمار ایران در سال ۱۳۸۵، جمعیت آن ۱۹۵ نفر (۳۴خانوار) بوده‌است.